# Muretinci
Muretinci – wieś w Słowenii, w gminie Gorišnica. W 2018 roku liczyła 432 mieszkańców.